# 瓦列里·博尔佐夫
瓦列里·菲利波维奇·博尔佐夫（烏克蘭語：Валерій Пилипович Борзов，羅馬化：Valeriy Pylypovych Borzov，1949年10月20日—），乌克兰前短跑运动员、体育政治人物。他曾代表苏联参加两届奥运会，1972年收获2枚金牌、1枚银牌，1976年再添2枚铜牌。他是迄今唯一一位包揽奥运会男子100米和200米金牌的欧洲运动员。退役后，他转向政治和体育行政领域，曾担任乌克兰青年和体育部部长，乌克兰最高拉达青年政策、体育和旅游委员会主席，烏克蘭國家奧林匹克委員會主席，国际奥委会委员。

## 运动生涯

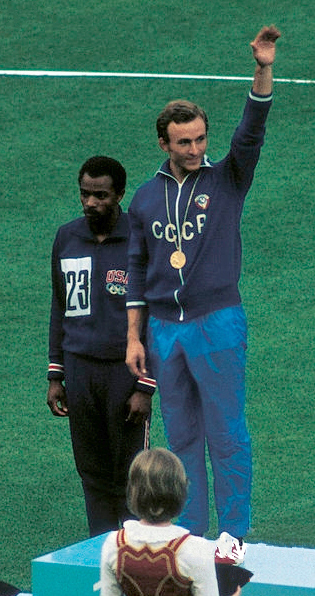
博尔佐夫（右）和罗伯特·泰勒（左）在1972年奥运会男子100米颁奖典礼上

瓦列里·博尔佐夫1949年出生于苏联乌克兰利沃夫州桑博爾。1969年，年方20岁的博尔佐夫首次参加欧洲田径锦标赛，就获得了100米的金牌。两年之后，他包揽了欧锦赛100米和200米的冠军。
1972年慕尼黑奥运会是博尔佐夫的光辉时刻。在100米四分之一决赛中，由于赛程调整、旧时间表未及时更新，美国选手埃迪·哈特和雷·罗宾逊（两人在奥运选拔赛上都跑出了9.9秒、平世界纪录的成绩）错过了比赛，博尔佐夫也差点迟到。他在最后关头赶到场上，结果跑出了10.07秒的成绩，创下欧洲纪录，随后在决赛中以10.14秒的成绩摘得金牌。接下来的200米比赛，他在决赛中再次打破欧洲纪录，以20.00秒的成绩夺冠，成为迄今唯一一位包揽奥运会男子100米和200米金牌的欧洲运动员。他还在4×100米接力比赛中收获银牌。
此后，博尔佐夫继续在欧洲赛事中不断斩获金牌。1976年蒙特利尔奥运会上，他再次成为焦点，但并非因为成绩。在100米决赛前，他得到通知，有人宣称将在比赛时朝他开枪。他最终坚持出战，以10.14秒、第三名的成绩完赛。此后他又在4×100米接力比赛中再次收获一枚铜牌。
1979年，博尔佐夫因伤退役。
| 年份 | 比赛               | 地点               | 项目        | 排名 | 决赛成绩（秒） |
| ---- | ------------------ | ------------------ | ----------- | ---- | -------------- |
| 1969 | 欧洲田径锦标赛     | 希腊雅典           | 100米       |      | 10.4h          |
| 1969 | 欧洲田径锦标赛     | 希腊雅典           | 4×100米接力 |      | 39.3h          |
| 1970 | 欧洲室内田径锦标赛 | 奥地利維也納       | 60米        |      | 6.6h           |
| 1971 | 欧洲室内田径锦标赛 | 保加利亚索菲亞     | 60米        |      | 6.6h           |
| 1971 | 欧洲田径锦标赛     | 芬兰赫尔辛基       | 100米       |      | 10.27          |
| 1971 | 欧洲田径锦标赛     | 芬兰赫尔辛基       | 200米       |      | 20.31          |
| 1972 | 欧洲室内田径锦标赛 | 法國格勒诺布尔     | 50米        |      | 5.75           |
| 1972 | 奥林匹克运动会     | 西德慕尼黑         | 100米       |      | 10.14          |
| 1972 | 奥林匹克运动会     | 西德慕尼黑         | 200米       |      | 20.00          |
| 1972 | 奥林匹克运动会     | 西德慕尼黑         | 4×100米接力 |      | 38.50          |
| 1974 | 欧洲室内田径锦标赛 | 瑞典哥德堡         | 60米        |      | 6.58           |
| 1974 | 欧洲田径锦标赛     | 義大利罗马         | 100米       |      | 10.27          |
| 1975 | 欧洲室内田径锦标赛 | 波蘭卡托维兹       | 60米        |      | 6.59           |
| 1976 | 欧洲室内田径锦标赛 | 西德慕尼黑         | 60米        |      | 6.58           |
| 1976 | 奥林匹克运动会     | 加拿大蒙特利尔     | 100米       |      | 10.14          |
| 1976 | 奥林匹克运动会     | 加拿大蒙特利尔     | 4×100米接力 |      | 38.78          |
| 1977 | 欧洲室内田径锦标赛 | 西班牙圣塞瓦斯蒂安 | 60米        |      | 6.59           |

## 政治和体育行政生涯

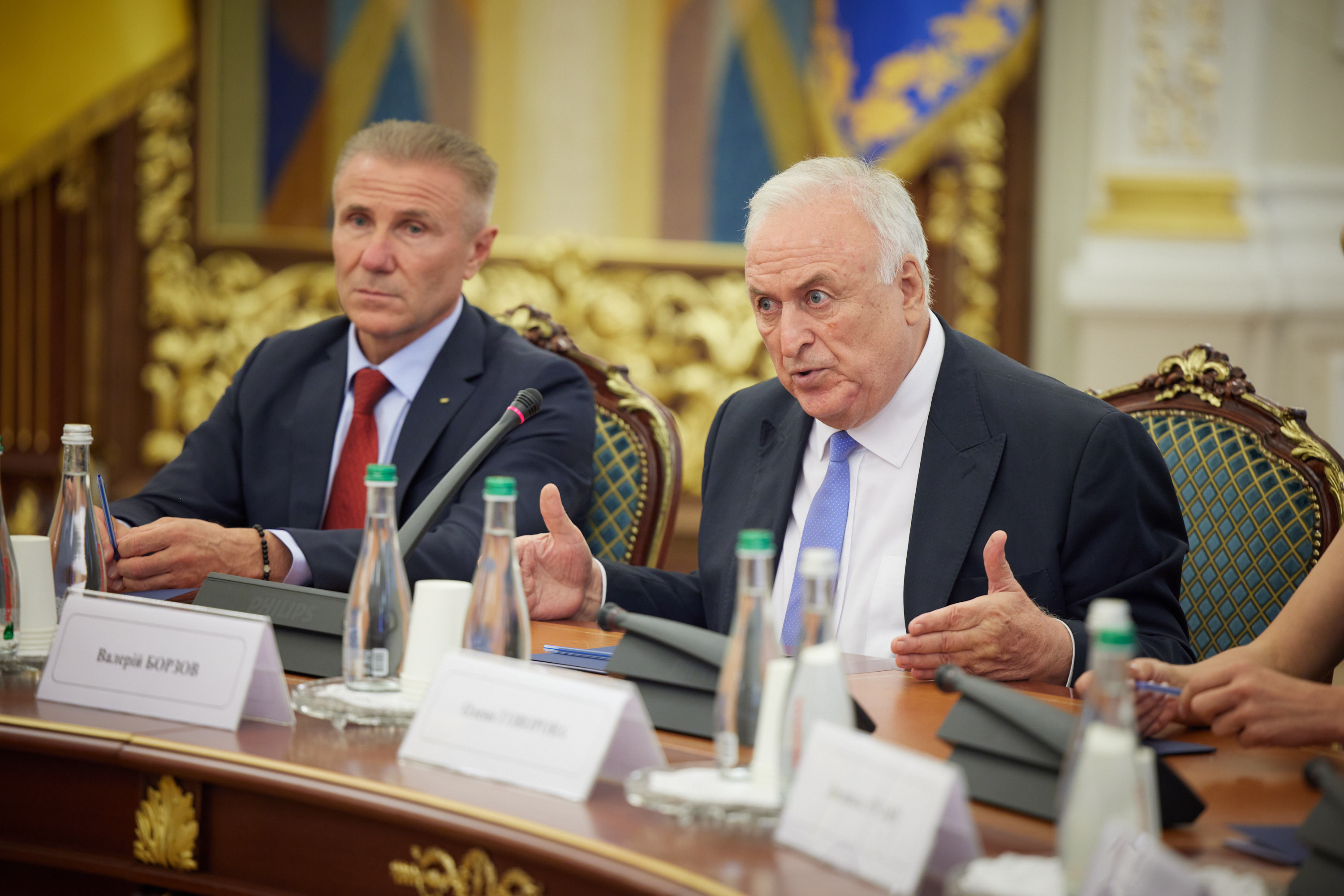
乌克兰奥委会主席谢尔盖·布勃卡（左）和副主席博尔佐夫（右）在2020年东京奥运会获奖运动员和教练表彰会上

退役后，博尔佐夫转向政治和体育行政领域。在政治领域，他曾担任乌克兰青年和体育部部长（1991-1996）；乌克兰最高拉达议员（1998-2006），期间担任最高拉达青年政策、体育和旅游委员会主席（2000-2002）。在体育行政领域，他曾担任乌克兰国家奥委会主席（1991-1998）、副主席（2006-），欧洲田径协会理事会成员（1991-1999），国际奥委会委员（1994-），乌克兰田径协会主席（1996-2012）。

## 太空照片
1977年，和携带了一百多张描绘地球自然和人类社会的照片进入太空，其中第72张即为博尔佐夫参加1972年慕尼黑奥运会200米比赛的照片 （页面存档备份，存于）。

## 个人生活
博尔佐夫的妻子是体操运动员、奥运会四金得主柳德米拉·图里谢娃。两人于1976年奥运会上相识。